# Governador Archer
Governador Archer is een gemeente in de Braziliaanse deelstaat Maranhão. De gemeente telt 10.330 inwoners (schatting 2009).